# Zigarettenfabrik Greiling

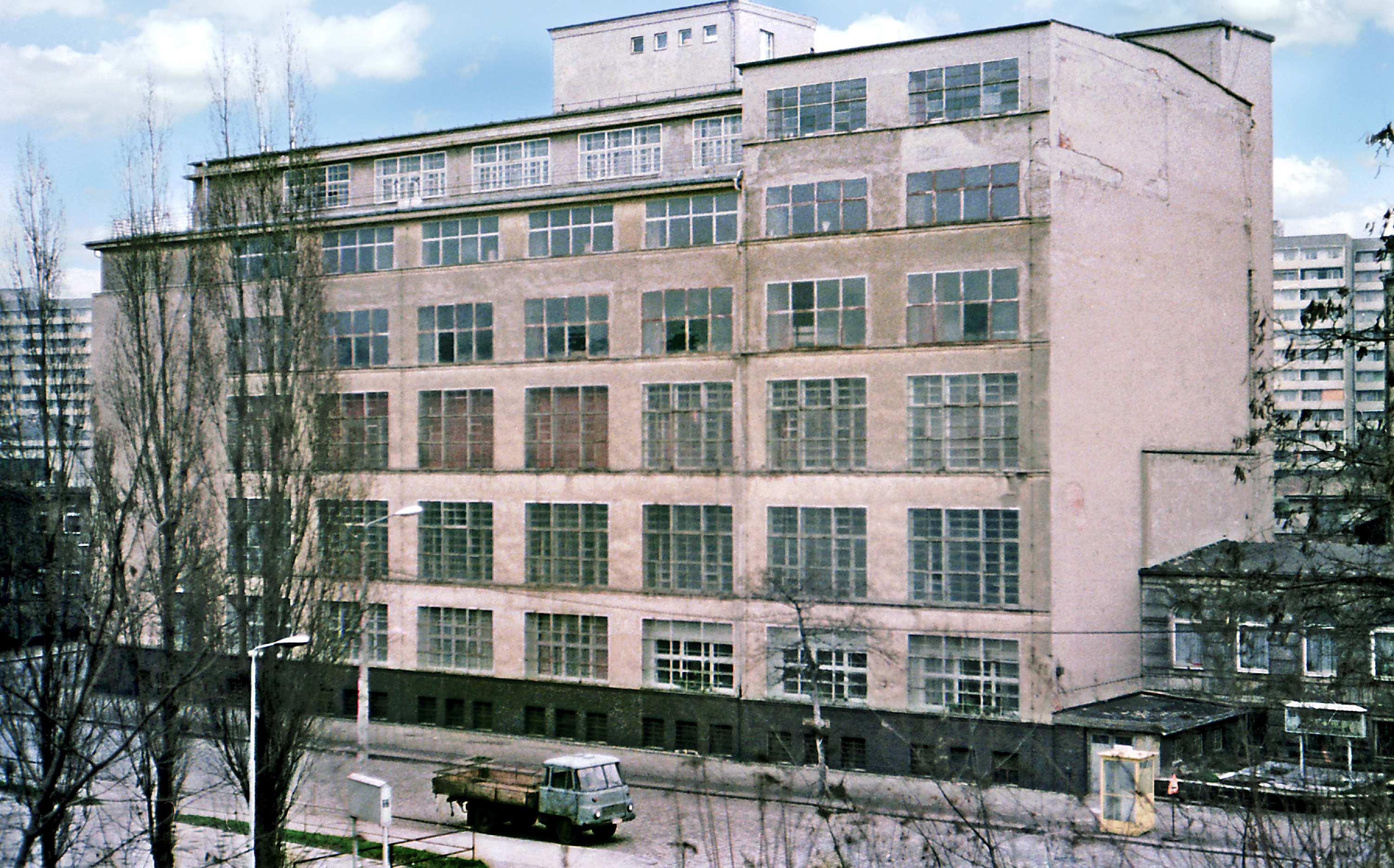
Ehem. Zigarettenfabrik Greiling in Dresden, Zwickauer Straße, 1988

Mit Zigarettenfabrik Greiling wurde synonym einerseits eine Firma, die als Richard Greiling Aktiengesellschaft (Bezeichnung 1924–1940), Richard Greiling Kommanditgesellschaft (1940–nach 1946) oder in der SBZ/DDR später VEB Zigarettenfabrik Greiling (nach 1946–1958), als deutscher Zigarettenhersteller bezeichnet, wie auch deren Dresdner Produktionsgebäude (für die Zigarettenherstellung 1927–1970 genutzt, als Gebäude gelegentlich auch als Ehemalige Zigarettenfabrik Greiling bezeichnet, und 1998 abgebrochen) in der Dresdner Südvorstadt.

## Firma

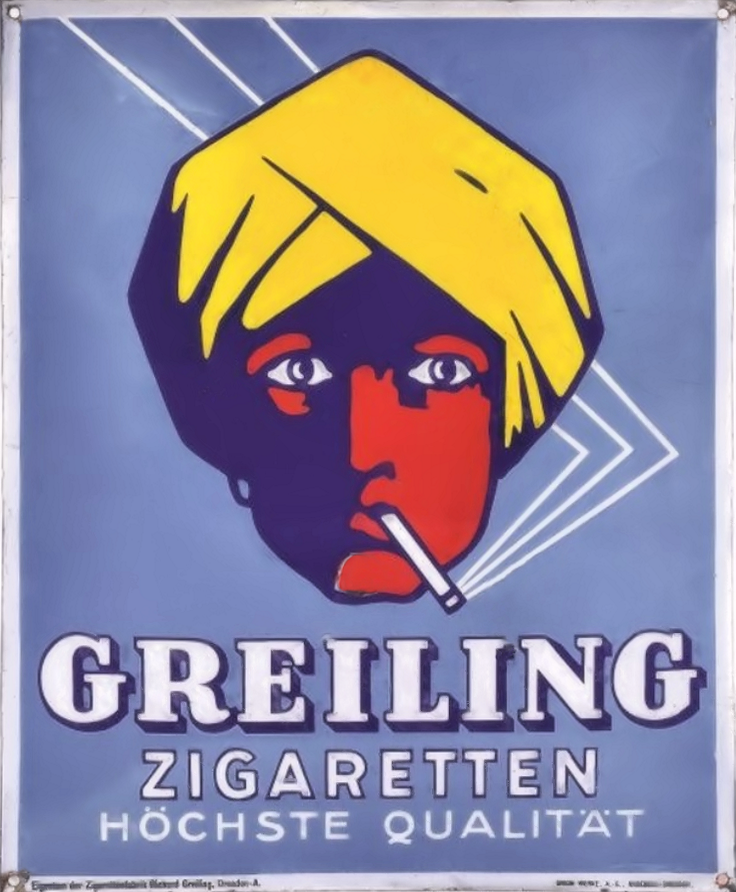
Emailleschild um 1930

Das Unternehmen wurde 1919 in Dresden durch Richard Greiling gegründet. Es erwarb weitere Zigarettenfabriken, wie die Zigarettenfabrik Juwel Dresden und die Zigarettenfabrik Bonitas AG, und wurde 1924 in die Richard Greiling Aktiengesellschaft umgewandelt. Mit ca. 4000 Angestellten gehörte Greiling zu den größten Dresdner Zigarettenherstellern, 1934 wurde von der Firma die erste Filterzigarette der Welt hergestellt. 1937/38 profitierte das Unternehmen durch die Eingliederung von Yramos, 1932 das fünftgrößte Dresdner Unternehmen der Zigarettenindustrie. Verkäufer im Rahmen einer Zwangsarisierung waren Julius und Hermann Lewin.
1940 erfolgte die Firmierung als Kommanditgesellschaft, deren größter Beteiligter mit 40 % die Firma Reemtsma war. Bei den Luftangriffen auf Dresden wurde das Gebäude zu 90 % zerstört, konnte jedoch bis 1947 notdürftig wiederhergestellt werden.
Auf der Grundlage des Volksentscheids von 1946 wurde die KG in der SBZ zunächst zu 60 % enteignet, später erfolgte die Umwandlung in einen Volkseigenen Betrieb als VEB Zigarettenfabrik Greiling. 1958 wurde er Teil des VEB Dresdner Zigarettenfabriken. 1970 wurde in diesem Werk die Zigarettenproduktion eingestellt, das Gebäude diente nur noch als Importlager.
Im Westen Deutschlands lief die Produktion unter der Firmierung Greiling Zigarettenfabrik KG wieder an. 1949 wurde in Lensahn im Kreis Ostholstein in Schleswig-Holstein ein Werk errichtet. Bis 1960 wurden hier Zigaretten hergestellt.

## Gebäude
Die Firma erwarb nach dem Ersten Weltkrieg ein Areal zwischen Zwickauer, Nossener und Eisenstuckstraße und ließ sich hier 1926/27 ein modernes Büro- und Verwaltungsgebäude im Stil des Neuen Bauens errichten. Das Gebäude selbst nahm darüber hinaus auch die Produktions- und Lagerräume auf. Auch eine werkseigene Druckerei und eine Kartonagenherstellung befanden sich ebenfalls darin.
Der Architekt Max Krautschick entwarf ein fünfgeschossiges Gebäude mit zwei Staffelgeschossen als Stahlbeton-Skelettbau mit ummauerten Pfeilern und gemauerten Brüstungen. Die großen Fenster waren durch Sprossen kleinteilig gegliedert und lagen auf einer Ebene mit den Außenwänden. Eine horizontale Gliederung erfolgte durch Gesimse, die den Fensterbrüstungen auflagen. An der Hauptfassade zur Zwickauer Straße hin befand sich bis 1945 ein zwölfgeschossiger Turm, der die städtebaulich-räumliche Situation an der alten Nossener Brücke (die jetzige überbrückt erst seit den 1960er Jahren die Zwickauer Straße) dominierte: Er „markiert(e) den Eingang zum Stadtteil Plauen“, wurde aber nach 1945 nicht mehr vollständig wieder aufgebaut.
Der Abbruch des Gebäudes 1998 gegen den Willen der Denkmalpflege sollte zugunsten eines neuen Bürogebäudes erfolgen, das jedoch bisher – Stand 2018 – nicht errichtet wurde; das Gelände ist seitdem eine Brachfläche.

## Publikationen

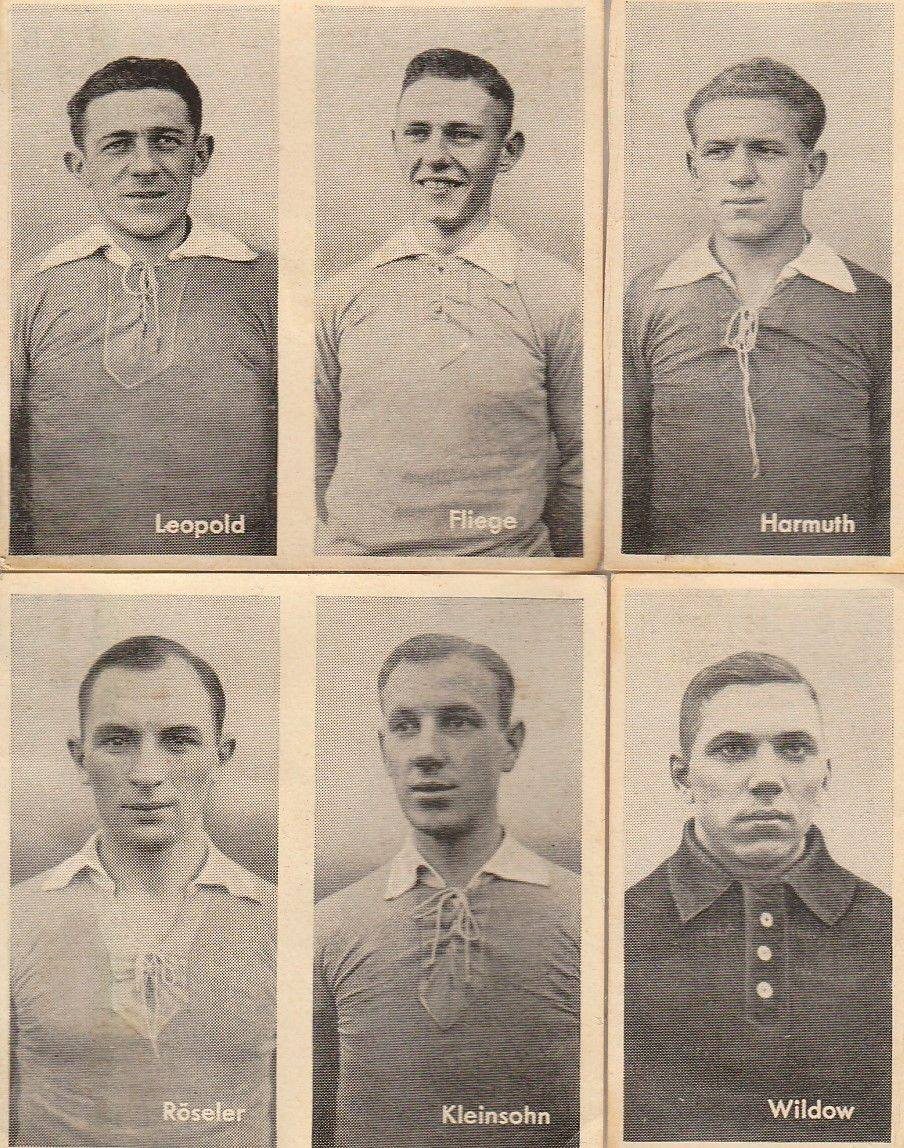
Sammelbilder der Spieler von Viktoria Forst in der Saison 1931/32

Greiling gab verschiedene Zigarettenbilder, Sammelbilder-Alben und Schriften heraus, darunter
- Zeppelin-Weltfahrten. Vom 1. Luftschiff 1899 bis zu den Fahrten der LZ 127 „Graf Zeppelin“ 1932. Dargestellt in einer Sammlung von 264 echten Bromsilber-Bildern und einem Metallfolie-Bild der Weltflug-Gedenkmünze, 3 Bände, 1932ff.
  - Bd. 2; Inhaltsverzeichnis
  - Bd. 3; Inhaltsverzeichnis
- Das Neue Reich. Eine Bilderfolge unserer Zeit. Dargestellt in einer Sammlung von 264 echten Bromsilber-Fotos, 1933
- Die schönsten Frauen der Welt. Schönheitsköniginnen. Ergänzungsserie, 1933
- Schönheit im Sport. 120 ausgesucht schöne Bilder nach Künstler-Fotos. Sammelalbum, 1934; Inhaltsverzeichnis
- Kurt Doerry: Rekord im Sport, Sammelalbum mit eingeklebten Photos und mehreren Tafeln, 1934; Inhaltsverzeichnis
- Männer und Ereignisse unserer Zeit. Sammelalbum, 2 Folgen, 1934
- Hindenburg, 1934
- Gestalten der Bühne, 1934; Inhaltsverzeichnis
- Carl Sennewald: Adel der Arbeit. Bilder aus dem Berufsleben des schaffenden deutschen Volkes, 1934; Inhaltsverzeichnis
- Rudolf Presber: Lustige Bilder. 234 [eingeklebte] bunte Bilder mit lustigen Versen, 1936
- Das Gefecht neuzeitlicher Waffen, 1936
- Karl Lohse: Ausschnitte aus den sozialen Einrichtungen unseres Werkes nach dem Stand vom Dezember 1940, 1941

Bekannt wurden die unter anderem die Fußballsammelbilder, die deutschlandweit vertrieben wurden.